# 鈴木進 (政治家)
鈴木 進（すずき すすむ、1922年（大正11年）5月7日 - 2005年（平成17年）2月18日）は、日本の政治家。神奈川県綾瀬市長（4期）。

## 来歴
神奈川県出身。1942年綾瀬青年学校卒。家業の農業に従事し、戦後、青年団に入り、団長となった。1963年、綾瀬町議会議員となり、3期務める。1976年、綾瀬町長に当選。1978年、綾瀬市施行により市長に就任した。1992年の市長選挙で元助役の見上和由に496票差で敗れ、4期で退任した。翌年、勲四等旭日小綬章を受章した。
2005年2月18日死去、72歳。死没日をもって正五位に叙される。